# Theodor Reuss
Theodor Reuss (18 de junio de 1855 - 28 de octubre de 1923) fue un esoterista anglo-germano especialmente interesado en el tantrismo.
A lo largo de su vida trabajó en las labores tan disímiles como cantante, espía y periodista. Políticamente era un socialista y fuerte activista en favor de la liberación femenina. Colabora con Carl Kellner en la creación de la O.T.O. y lo sucedió como cabeza de la misma a la muerte de Kellner. Reuss se encuentra con Aleister Crowley y en 1910 lo hace grado VII° de la O.T.O. y en 1912 grado IX°.